# Carl Weddige
Carl Friedrich Joseph Weddige (* 18. September 1815 in Rheine; † 26. März 1862 in Amsterdam) war ein deutsch-niederländischer Porträt- und Genremaler sowie Lithograf der Düsseldorfer Schule.

## Leben
Weddige, Sohn des Unternehmers Joseph Anton Johann Andreas Weddige (* 1780 in Lippborg) und dessen Ehefrau Maria „Gabriele“ Christine Theodora van Coeverden (* 1788 in Rheine) wuchs in Rheine auf und besuchte von 1832 bis 1837 die Kunstakademie Düsseldorf. Dort waren Karl Schäffer, Josef Wintergerst und Karl Ferdinand Sohn seine Lehrer. Aus Krankheitsgründen verließ er die Düsseldorfer Akademie im 1. Quartal 1837. 1838 reiste er in die Niederlande, für dessen Meister des 17. Jahrhunderts er eine besondere Vorliebe hatte. Nachdem er auch Paris besucht hatte, ließ er sich 1842 in Amsterdam nieder. Dort heiratete er Esther Nunes Vaz (1819–1876), die Tochter von Isaac Jacob Nunes Vaz (1793–1868) und dessen Ehefrau Debora Henriques de la Fuente (1797–1869). Das Paar hatte zwei Söhne, Louis Raphael Weddige (1855–1929, später Diamantschleifer und Fotograf) und Charles André Weddige.
Weddige gehört zu den bekannten Rheiner Künstlern, deren Werke im Falkenhof-Museum in Rheine ausgestellt sind.

## Schrift
- mit Ludwig Weddige (Bruder): Münzfund bei Rheine an der Ems vom Jahre 1853, enthaltend außer 45 Tournosen 6863 Stück niederdeutscher Denare aus der Zeit vor 1358. Regensberg, Münster 1855 (Digitalisat).